# Balajcza Szabolcs
Balajcza Szabolcs (Kaposvár, 1979. július 14. –) magyar labdarúgókapus. 2018-tól a Somogy megyei bajnokságban szereplő Hetes Vikár játékosa.

## Pályafutása

### Kaposvári Rákóczi
Pályafutását a Kaposvári Rákóczi junior csapatában kezdte, majd a felnőttek között 1998. augusztus 8-án mutatkozott be az FC Tatabánya ellen 4–0-ra elvesztett NBI/B-s találkozón. A magyar élvonalban 2004-ben játszotta első mérkőzését, ahol a 2005–2006-os szezon tavaszi idényének 538 perces góltalansági rekordját állította fel. A Kaposvár színeiben 55 elsőosztályú mérkőzést követően 2006. június 12-én 2010-ig szóló szerződést írt alá az Újpesttel.

### Siófok
2017. június 22-én az NB II-ben szereplő Siófokhoz igazolt. A 2017–2018-as szezonban 36 bajnoki találkozón lépett pályára. A szezon végén közös megegyezéssel felbontotta szerződését.

### Válogatott
2007-ben és 2008-ban a magyar válogatott keretébe négyszer is bekerült, játéklehetőséget azonban egyszer sem kapott.

## Edzőként
2020 nyarától a Puskás Akadémia kapusedzője lett.

## Sikerei, díjai
- Újpest
  - Soproni Liga ezüstérmes: 2008–2009
  - Magyar kupa győztes: 2013–2014
  - Magyar szuperkupa győztes: 2014